# コトゥイ川
コトゥイ川（コトゥイがわ、Kotuy、ロシア語:Котуй）は、ロシアシベリア北部のクラスノヤルスク地方を流れる河川である。ヘタ川と合流してハタンガ川となる。その水は最終的には北極海のラプテフ海に注ぐ。
中央シベリア高原北部の一番高い部分であるプトラナ台地（標高1,701m）に発する。南の中央シベリア高原に向けて流れるが、途中で北のタイミル半島方面に向きを変え、南西から流れるヘタ川と合流する。
9月末から10月初めにかけて凍結し、5月末から6月初頭にかけて氷が解ける。主な支流にモイェロ川（Moyero）、コトゥイカン川（Kotuykan）、エリイェチカ川（Eriyechka）、チャンダガ川（Changada）、トゥカラン川（Tukalan）などがある。